# Jonathan Groff
Jonathan Drew Groff (Lancaster, 26 marzo 1985) è un attore e cantante statunitense, attivo in campo teatrale, televisivo e cinematografico.

## Biografia
Nato a Lancaster, Pennsylvania, figlio di Jim, addestratore di cavalli e autista, e Julie, insegnante di ginnastica. Si diploma nel 2003 presso la Conestoga Valley High School.
Muove i primi passi a teatro nel musical del 2005 In My Life, successivamente acquista popolarità grazie al ruolo di Melchior Gabor nell'acclamato musical di Broadway Spring Awakening, che interpreta dal debutto nel dicembre 2006 fino al maggio 2008, per poi essere sostituito da Hunter Parrish. Aveva già interpretato il ruolo di Melchior nella produzione off-Broadway nel musical, allestita nell'estate del 2006. La sua interpretazione in Spring Awakening gli vale una candidatura ai Drama Desk Awards e una ai Tony Awards. In seguito ricopre il ruolo di Rolf nel tour nazionale del musical The Sound of Music.
Nel 2007 ricopre il ruolo ricorrente di Henry Mackler nella soap opera della ABC Una vita da vivere. Ha interpretato il ruolo di Claude nella versione, prodotta da The Public Theater, del musical Hair, successivamente recita nella produzione off-Broadway di Prayer for My Enemy, scritto da Craig Lucas. Sempre per il Public Theater ha preso parte alla pièce The Singing Forest, scritta ancora da Craig Lucas, dove recita accanto a Olympia Dukakis.
Nel 2008 lavora nel pilota Pretty/Handsome, creato da Ryan Murphy per il network FX, che ha rifiutato di produrne una serie televisiva. Nell'episodio pilota Groff ha recitato al fianco di Joseph Fiennes, Blythe Danner, Robert Wagner e Carrie-Anne Moss. Nel 2009 avviene il suo debutto cinematografico, con l'interpretazione dell'organizzatore di Woodstock Michael Lang nel film di Ang Lee Motel Woodstock.
Nel 2010 interpreta il ruolo ricorrente di Jesse St. James nella seconda parte della prima stagione della serie televisiva Glee. Nella serie, Groff finge di innamorarsi di Rachel Berry, interpretata da Lea Michele con la quale aveva già recitato nel musical Spring Awakening. Nel corso della serie si è distinto anche come cantante interpretando numerosi brani musicali, tra cui Bohemian Rhapsody dei Queen, Like a Prayer, Like a Virgin di Madonna e Total Eclipse of the Heart di Bonnie Tyler, assieme agli altri membri del cast. Groff torna ad interpretare Jesse dal ventesimo episodio fino al finale della seconda stagione nel maggio 2011. Ritorna nel 2015, cantando Listen To Your Heart insieme a Lea Michele nell'undicesimo episodio della sesta ed ultima stagione, inoltre appare brevemente nell'ultimo episodio della serie.
Nel 2010 fa parte del nutrito cast del film di Robert Redford The Conspirator, incentrato sulla figura di Mary Surratt, unica donna tra i cospiratori dell'assassinio di Abraham Lincoln e prima donna ad essere impiccata dal Governo federale degli Stati Uniti.
Nel 2013 Groff doppia Kristoff nel film Disney, vincitore dell'Oscar al miglior film d'animazione, Frozen - Il regno di ghiaccio. Dal gennaio 2014 è protagonista della serie televisiva Looking, targata HBO. Nel 2015 torna a Broadway dopo quasi sette anni nel musical di Lin-Manuel Miranda Hamilton, in cui ha interpretato Giorgio III; per la sua performance è stato candidato al Tony Award al miglior attore non protagonista in un musical.
Nel 2021 interpreta l'agente Smith (ruolo che nei primi tre capitoli era di Hugo Weaving) nel quarto capitolo di Matrix, Matrix Resurrections. Nel 2024 torna a Broadway in Merrily We Roll Along, per cui vince il Tony Award al miglior attore protagonista in un musical. L'anno nuovo viene nuovamente candidato al medesimo premio per la sua interpretazione nel ruolo di Bobby Darin in Just in Time.

## Vita privata

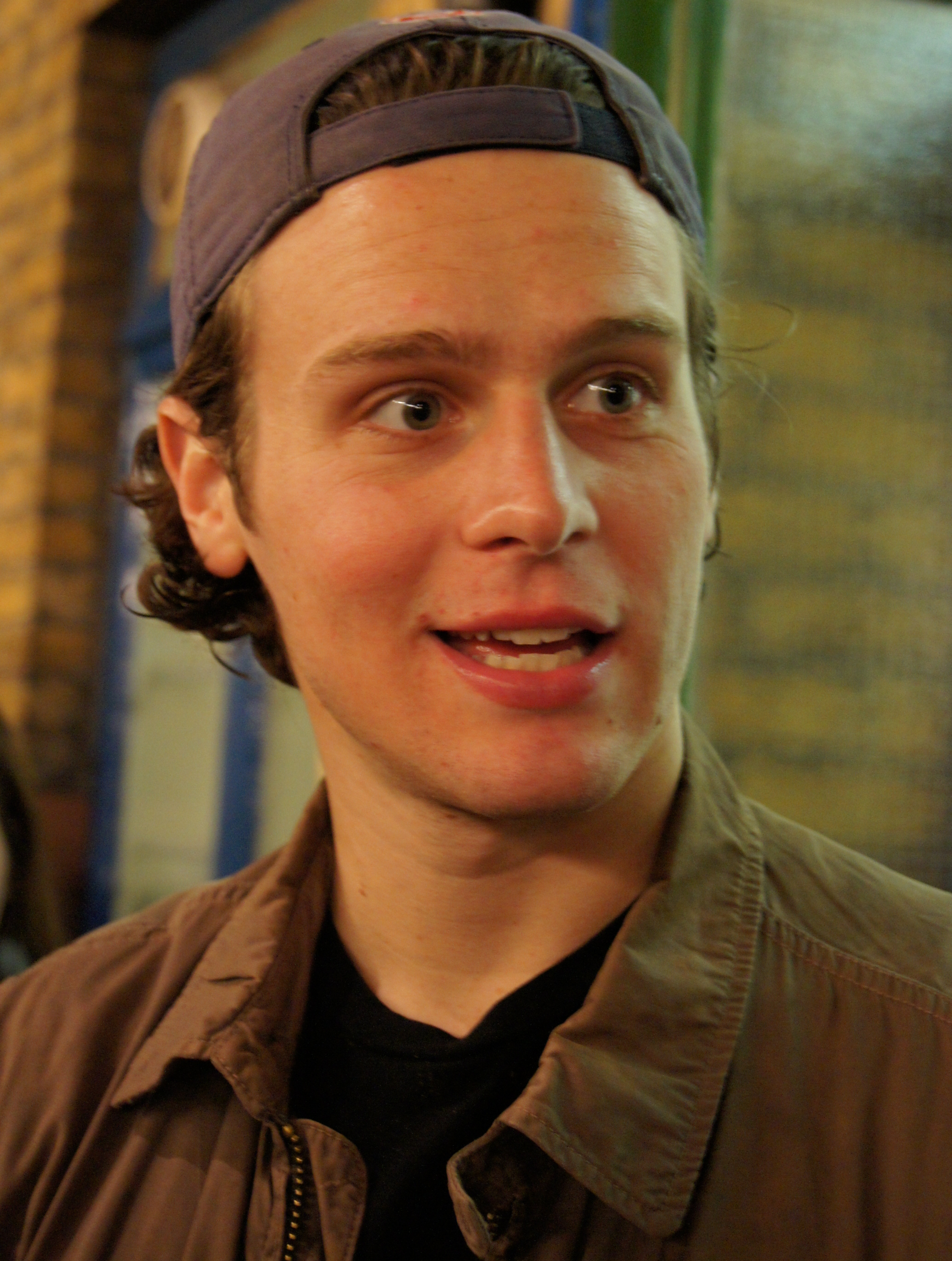
Jonathan Groff a Londra nel 2010

Groff è omosessuale. È molto amico dell'attrice Lea Michele, co-protagonista assieme a lui del musical Spring Awakening e con la quale ha recitato in Glee. Ha avuto una relazione con Gavin Creel dal 2009 al 2010. Tra il 2012 e il 2013 si fidanza con l'attore Zachary Quinto, la relazione finisce a luglio 2013. Dal 2018 al 2020 è stato legato sentimentalmente al coreografo neozelandese Corey Baker.

## Filmografia

### Attore

#### Cinema
- Motel Woodstock (Taking Woodstock), regia di Ang Lee (2009)
- Twelve Thirty, regia di Jeff Lipsky (2010)
- The Conspirator, regia di Robert Redford (2010)
- C.O.G., regia di Kyle Patrick Alvarez (2013)
- American Sniper, regia di Clint Eastwood (2014)
- The Untold Tales of Armistead Maupin, regia di Jennifer M. Kroot (2017)
- Hamilton, regia di Thomas Kail (2020)
- Matrix Resurrections (The Matrix Resurrections), regia di Lana Wachowski (2021)
- Bussano alla porta (Knock at the Cabin), regia di M. Night Shyamalan (2023)
- A Nice Indian Boy, regia di Roshan Sethi (2024)

#### Televisione
- Una vita da vivere (One Life to Live) – soap opera, 11 puntate (2007)
- Glee – serie TV, 13 episodi (2010-2015)
- The Good Wife – serie TV, episodio 3x15 (2012)
- Boss – serie TV, 10 episodi (2012)
- The Normal Heart, regia di Ryan Murphy – film TV (2014)
- Looking – serie TV, 18 episodi (2014-2015)
- Looking - Il film (Looking: The Movie), regia di Andrew Haigh – film TV (2016)
- Mindhunter – serie TV, 19 episodi (2017-2019)
- And Just Like That... – serie TV, episodio 1x06 (2022)
- Doctor Who – serie TV, episodio 1x06-2x07 (2024-2025)
- Étoile – serie TV, episodio 1x07 (2025)

### Doppiatore
- Frozen - Il regno di ghiaccio (Frozen), regia di Chris Buck e Jennifer Lee (2013)
- Frozen Fever, regia di Chris Buck e Jennifer Lee (2015) - cortometraggio
- Frozen - Le avventure di Olaf (Olaf's Frozen Adventure), regia di Kevin Deters e Stevie Wermers (2017) – cortometraggio
- Frozen II - Il segreto di Arendelle (Frozen II), regia di Chris Buck e Jennifer Lee (2019)
- La storia di Olaf (Once Upon a Snowman), regia di Dan Abraham e Trent Correy (2020)
- Invincible – serie animata, 1 episodio (2021)
- Lost Ollie – serie animata live action/computer, 4 episodi (2022)
- Once Upon a Studio, regia di Dan Abraham e Trent Correy (2023) - cortometraggio

## Teatro
- Fame, North Shore Music Theatre (2005)
- In My Life, Music Box Theatre (2005)
- Spring Awakening, Atlantic Theatre Company, Eugene O'Neil Theatre (2006-2008)
- Hair, Delacorte Theatre (2007-2008)
- Prayer For My Enemy, Playwright Horizons (2008)
- The Singing Forest, Public Theatre (2009)
- Le baccanti, Delacorte Theatre (2009)
- Deathtrap, Noël Coward Theatre (2010-2011)
- The Submission, Lucille Lortel Theatre (2011)
- Red, Mark Taper Forum (2012)
- Red, L.A. Theatre Works (2013)
- I pirati di Penzance, Delacorte Theatre (2013)
- Hamilton, Public Theatre (2015)
- How to Succeed in Business Without Really Trying, Royal Festival Hall (2015)
- A New Brain, City Center! Encores (2015)
- Hamilton, Richard Rodgers Theatre (2015)
- La piccola bottega degli orrori, Westside Theatre (2019)
- Merrily We Roll Along, New York Theatre Workshop (2022), Hudson Theatre (2023)
- Just in Time, Circle in the Square Theatre di Broadway (2025)

## Riconoscimenti
- Dorian Awards
  - 2018 – Candidatura per il miglior attore televisivo dell'anno per Mindhunter
- Drama Desk Award
  - 2007 – Candidatura per il miglior attore in un musical per Spring Awakening
  - 2023 – Candidatura per la miglior interpretazione in un ruolo protagonista per Merrily We Roll Along
- Drama League Award
  - 2007 – Candidatura per la miglior performance per Spring Awakening
  - 2020 – Candidatura per la miglior performance per La piccola bottega degli orrori
  - 2024 – Candidatura per la miglior performance per Merrily We Roll Along
- Premio Emmy
  - 2021 – Candidatura per il miglior attore non protagonista in una miniserie o film TV per Hamilton
- Grammy Award
  - 2016 – Miglior album di un musical teatrale per Hamilton
  - 2020 – Candidatura per il miglior album di un musical teatrale per La piccola bottega degli orrori
  - 2025 – Candidatura per il miglior album di un musical teatrale per Merrily We Roll Along
- Obie Award
  - 2009 – Miglior interpretazione per Prayer for My Enemy
- Outer Critics Circle Award
  - 2020 – Miglior attore protagonista in un musical per La piccola bottega deli orrori
  - 2023 – Miglior attore protagonista in un musical dell'Off-Broadway per Merrily We Roll Along
- Satellite Award
  - 2017 – Miglior attore in una serie drammatica per Mindhunter
  - 2018 – Candidatura per il miglior attore in una serie drammatica per Mindhunter
- Tony Award
  - 2007 – Candidatura per il miglior attore protagonista in un musical per Spring Awakening
  - 2016 – Candidatura per il miglior attore non protagonista in un musical per Hamilton
  - 2024 – Miglior attore protagonista in un musical per Merrily We Roll Along
  - 2025 – Candidatura per il miglior attore protagonista in un musical per Just in Time

## Doppiatori italiani
Nelle versioni in italiano delle opere in cui ha recitato, Jonathan Groff è stato doppiato da:
- Marco Vivio in The Conspirator, Boss, Looking, Looking - Il film, Mindhunter, Bussano alla porta
- Davide Perino in Motel Woodstock
- Francesco Pezzulli in Glee
- Daniele Raffaeli in The Good Wife
- Stefano Broccoletti in American Sniper
- Stefano Crescentini in The Normal Heart
- Maurizio Merluzzo in Matrix Resurrections
- Luca Appetiti in And Just Like That...!
- Flavio Aquilone in Doctor Who

Come doppiatore, la sua voce è sostituita da:
- Paolo De Santis in Frozen - Il regno di ghiaccio, Frozen Fever, Frozen - Le avventure di Olaf, Frozen II - Il segreto di Arendelle, La storia di Olaf, Once Upon a Studio
- Francesco Pannofino in Le festività di Kung Fu Panda